# The Riverdales
I The Riverdales sono stati un gruppo pop punk statunitense, formato nel 1994 a Chicago, Illinois, da componenti degli Screeching Weasel. Fortemente influenzati dai Ramones, il bassista Dan Vapid (Dan Schafer) e il chitarrista Ben Weasel si sono alternati come frontman e alla voce principale. La formazione originale è stata attiva dal 1994 al 1997, poi riformatasi nel 2003 per pubblicare il loro terzo album studio. Scioltisi nello stesso anno, i The Riverdales si riformano per l'ultima volta nel 2008 e pubblicano un quarto album di studio nel luglio 2009. L'ultimo disco, Tarantula, viene pubblicato l'8 giugno 2010 nel mercato digitale e il 22 dello stesso mese su CD. A causa di un litigio durante un concerto degli Screeching Weasel, il gruppo si divide nel marzo 2011.

## Formazione

### Ultima
- Ben Foster - chitarra, voce
- Dan Schafer - basso, voce
- Adam Cargin - batteria (2008 - 2011)
- Drew Fredrichsen - chitarra (2010 - 2011)
- Simon Lamb - chitarra, voce secondaria (2009 - 2011)

### Ex componenti
- Dan Sullivan - batteria (1994 - 1997)
- Dan Lumley - batteria (2003)
- Justin Perkins - basso (2009)

## Discografia

### Album studio
- 1995 - Riverdales (Lookout!)
- 1997 - Storm the Streets (Honest Don's)
- 2003 - Phase Three (1-4-5)
- 2009 - Invasion U.S.A. (album) (Asian Man, Monona)
- 2010 - Tarantula (Recess)

### Singoli
- 1995 - Back to You
- 1995 - Fun Tonight
- 1997 - Blood on the Ice
- 2011 - Dead End House
- 2011 - When in Rome